# Ахиил
Ахиил — библейский персонаж, вефилянин, живший во время царствования израильского царя Ахава.
Восстановил город Иерихон вопреки заклятию, положенному на это место Иисусом Навином (Нав. 5:1-26). Это действие привело к потере его сыновей: в начале восстановления города умер старший сын Авирам, а младший — Сегуб — в то время, когда были поставлены ворота города (Нав. 6:25 и 3Цар. 16:34). В «Библейской энциклопедии Брокгауза» утверждается, что в результате этого нарушения Закона умер и сам Ахиил.
В «Толковой Библии» Лопухина указано, что это событие произошло во время правления царя Ахава (873—852 годы до н. э.), когда в Израиле стали процветать культы языческих богов Ваала и Астарты.

## Причина смерти сыновей Ахиила
В «Толковой Библии» указывается на смерть детей Ахиила как следствие исполнения проклятия, произнесённого Иисусом Навином.
Существует также мнение, изложенное в словаре В. П. Вихлянцева (2010): автор утверждает, что сыновья Ахиила были принесены в жертву.

## Значение воссоздания Иерихона
Ахиил в этом эпизоде выполнял желание царя Ахава, который возвысил культы языческих богов Ваала и Астарты, нарушив Завет, заключённый на горе Синай.
Иерихон по своему положению являлся ключевым центром Святой земли и воссоздание его вопреки заклятию имело символический смысл.